# Valve Corporation
Valve Corporation (também conhecida como Valve Software, e comumente referida como Valve) é uma empresa norte-americana desenvolvedora de jogos eletrônicos e de distribuição digital, com sede em Bellevue, Washington, Estados Unidos. É a desenvolvedora da plataforma de distribuição de software Steam e das franquias Half-Life, Counter-Strike, Dota, Portal, Day of Defeat, Team Fortress e Left 4 Dead.
A Valve foi fundada em 1996 pelos ex-funcionários da Microsoft Gabe Newell e Mike Harrington. Seu jogo de estreia, o jogo de tiro em primeira pessoa (FPS) Half-Life (1998), foi um sucesso comercial e de crítica; com seu realismo, sequências roteirizadas e narrativa perfeita, teve uma influência duradoura no gênero FPS. Harrington saiu em 2000. Em 2003, a Valve lançou a Steam, seguido por Half-Life 2 em 2004. Com sistemas de física avançados e um foco maior na história e nos personagens, Half-Life 2 foi aclamado pela crítica e vendeu 12 milhões de cópias até 2011. Em 2006, a Valve lançou a sequência episódica Half-Life 2: Episode One, seguida em 2007 pelo Episode Two, o jogo multijogador Team Fortress 2 e o jogo de plataforma de quebra-cabeça Portal. Portal 2 foi lançado em 2011. Em 2013, a Valve lançou o jogo de arena de batalha multijogador Dota 2.
A Valve lançou menos jogos na década de 2010 e experimentou criar hardwares e realidade virtual (VR). Eles entraram no mercado de hardware em 2015 com a Steam Machine, uma linha de computadores para jogos, que vendeu mal, e lançou os óculos de realidade virtual HTC Vive e Valve Index. Eles retornaram à série Half-Life em 2020 com Half-Life: Alyx, seu principal jogo de realidade virtual. Em 2022, a Valve lançou o Steam Deck, um sistema portátil de jogos.
A Valve usa uma estrutura horizontal, em que os próprios funcionários decidem o que trabalhar. Eles desenvolvem jogos por meio de testes jogados e iterações, descrevendo o desenvolvimento de jogos como uma espécie de psicologia experimental. Em 2012, a Valve empregava cerca de 250 pessoas e valia mais de US$ 3 bilhões. A maior parte da receita da Valve vem da Steam, que controlava de 50 a 70% do mercado de jogos para PC baixados em 2011 e gerou cerca de US$ 3,4 bilhões em 2017.

## História

### Fundação e primeiros jogos (1996–2003)

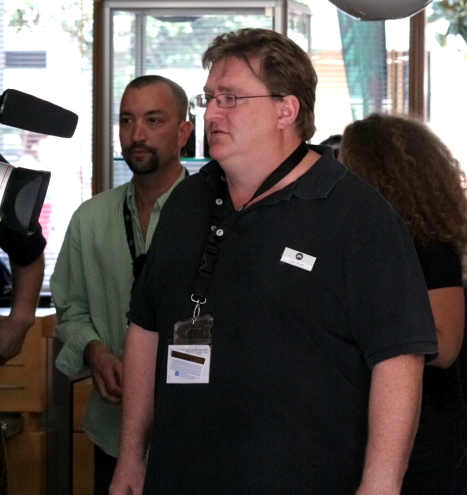
Gabe Newell (primeiro plano) e Doug Lombardi (fundo) em 2007

A Valve foi fundada como Valve, LLC, em 1996 pelos ex-funcionários da Microsoft Gabe Newell e Mike Harrington. Newell passou os 13 anos anteriores na Microsoft desenvolvendo o Windows, incluindo a portabilidade para Windows 95 de Doom. Querendo passar para um novo empreendimento usando sua riqueza compartilhada, Newell e Harrington fundaram a Valve, LLC em Kirkland, Washington (cerca de cinco quilômetros do campus da Microsoft em Redmond), em 24 de agosto de 1996, dia do casamento de Newell. Nomes alternativos considerados por Newell e Harrington incluem Fruitfly Ensemble e Rhino Scar.
O primeiro jogo da Valve foi Half-Life, um jogo de tiro em primeira pessoa (FPS) com elementos de terror. O desenvolvimento foi auxiliado pelo acesso ao motor de jogo de Quake pela id Software; Valve modificou este motor de jogo em seu motor GoldSrc. Depois de lutar para encontrar uma editora, a Valve acabou assinando com a Sierra On-Line. Half-Life foi lançado em novembro de 1998 e foi um sucesso comercial e de crítica. Com seu realismo, sequências roteirizadas e narrativa contínua, teve uma influência duradoura; de acordo com a IGN em 2014, a história do gênero FPS "se divide de forma bastante clara nas eras pré-Half-Life e pós-Half-Life ".
A Valve contratou a Gearbox Software para desenvolver três expansões para Half-Life: Opposing Force (1999), Blue Shift (2001) e Decay (2001). Em 1998, a Valve adquiriu a TF Software, um grupo que havia feito a popular modificação Team Fortress para Quake, e o refez para GoldSrc como Team Fortress Classic em 1999. A Valve lançou o kit de desenvolvimento de software (SDK) para o motor GoldSrc, facilitando várias modificações criadas por usuários. Eles adquiriram os desenvolvedores de uma modificação popular, Counter-Strike, para criar um jogo independente de Counter-Strike. Feliz com o sucesso da Valve, Harrington saiu em 2000.

### Source, Steam e mais jogos (2003–2010)
Em 2003, a Valve mudou-se para Bellevue, Washington, e reincorporou-se como Valve Corporation. Em 2010, o escritório mudou-se para um local maior em Bellevue. Em 2016, a Valve assinou um contrato de aluguel de nove andares no complexo Lincoln Square, no centro de Bellevue, dobrando o tamanho de seus escritórios.
A Valve começou a desenvolver o Half-Life 2 seis meses após o lançamento do primeiro Half-Life, usando seu novo motor de jogo interno, o Source. Com sistemas de física avançados e um foco maior na história e nos personagens, recebeu aclamação da crítica em seu lançamento em 2004; em 2011, vendeu 12 milhões de cópias. Em 2002, a Valve lançou a Steam, uma loja digital e plataforma de distribuição. A Steam inicialmente oferecia apenas jogos da Valve e era obrigatório instalar o Half-Life 2, mas tornou-se uma editora de jogos de terceiros. Como a Valve se tornou sua própria editora via Steam, ela fez a transição para uma estrutura organizacional horizontal; fora da gerência executiva, a Valve não tem chefes e a empresa usa um sistema de alocação aberta, permitindo que os funcionários se movimentem entre os departamentos à vontade.
Depois de levar anos para desenvolver o Half-Life 2, a Valve mudou para o desenvolvimento episódico, planejando lançar jogos mais curtos com mais frequência. Half-Life 2: Episode One, o primeiro de uma trilogia planejada de sequências episódicas de Half-Life 2, foi lançado em 2006. O Episode Two veio em 2007, juntamente com o jogo multijogador Team Fortress 2 e o jogo de quebra-cabeça Portal, desenvolvido a partir do projeto estudantil Narbacular Drop.
Em janeiro de 2008, a Valve anunciou a aquisição da Turtle Rock Studios, que foi renomeada como Valve South. Turtle Rock desenvolveu Left 4 Dead e Left 4 Dead 2 enquanto associada à Valve. Mais tarde, a Turtle Rock Studios saiu da Valve novamente em março de 2010.
A Forbes estimou que a Valve arrecadou US$ 70 milhões em 2005. O analista da Screen Digest, Ed Barton, estimou a receita da Valve em 2010 em "altas centenas de milhões de dólares". Em 2011, a Valve tinha um valor estimado de US$ 2 a 4 bilhões e empregava 250 pessoas; de acordo com Newell, isso a tornava mais lucrativa por funcionário do que o Google ou a Apple. A maior parte da receita da Valve vem da Steam, que controlava de 50 a 70% do mercado de jogos para PC baixados em 2011.

### Transição para serviços (2010–2014)

Logotipo até 2018

Em 2010, a Valve contratou IceFrog, o desenvolvedor de Defense of the Ancients, um mod de Warcraft III. IceFrog liderou o desenvolvimento de uma sequência não associada aos elementos de Warcraft, Dota 2, lançado em 2013. Juntamente com o Dota 2 em 2011, a Valve iniciou o The International, um torneio anual de esporte eletrônico para o Dota 2 com uma premiação mantida pela Valve e fundos de microtransações de passes de batalha comprados pelos jogadores. A Valve lançou Portal 2 em abril de 2011. Assim como no Portal original, a Valve empregou uma equipe de alunos da Digipen para ajudar a desenvolvê-lo; a equipe por trás de Tag: The Power of Paint implementou a nova jogabilidade de gel.
Em dezembro de 2012, a Valve adquiriu o Star Filled Studios, um estúdio de duas pessoas, para abrir um escritório em São Francisco. A Valve encerrou a operação em agosto de 2013, quando decidiu que traria poucos benefícios. No D.I.C.E. Summit de 2013, Newell anunciou que ele e o diretor de cinema J. J. Abrams estavam colaborando para produzir um filme de Half-Life ou Portal, bem como um possível jogo.
A Valve lançou menos jogos na década de 2010. Em vez disso, explorou o hardware. Newell pretendia tornar a Valve mais parecida com a Nintendo, que desenvolve jogos em conjunto com o hardware, permitindo-lhes criar jogos inovadores como Super Mario 64. A Valve inicialmente se concentrou em realidade aumentada, mas em 2013 Newell demitiu muitos funcionários para se concentrar em realidade virtual (VR). Em 2015, a Valve lançou a Steam Machine, uma linha de computadores para jogos, que vendeu mal.
Os comentaristas da mídia especularam que a transição da Valve para uma provedora de serviços com a Steam, que gerou cerca de US$ 3,4 bilhões em 2017, a afastou do desenvolvimento de jogos. A Valve cancelou jogos, incluindo vários projetos de Half-Life (incluindo o Episode Three), Left 4 Dead 3, um jogo do gênero Soulslike e um jogo baseado em voxel, A.R.T.I. Projetos adicionais de VR incluíram o SimTrek, desenvolvido por membros do Kerbal Space Program, bem como um novo dispositivo de VR, Vader, que foi considerado muito caro para os consumidores. De acordo com o desenvolvedor Robin Walker, a abundância de projetos que não conseguiram ganhar força, sem uma visão compartilhada, prejudicou a moral. Muitos jogadores ficaram frustrados com a expectativa de um novo jogo de Half-Life.

### Source 2 e realidade virtual (2015–presente)
A Valve anunciou o motor Source 2 em março de 2015 e portou o Dota 2 para ele em setembro. Naquele ano, a Valve colaborou com a empresa de eletrônicos HTC para desenvolver o HTC Vive, um óculos de realidade virtual lançado em 2016. A Valve experimentou jogos de realidade virtual e, em 2016, lançou The Lab, uma coleção de minijogos de realidade virtual.
A Valve reconheceu que muitos jogadores queriam um jogo de realidade virtual AAA mais ambicioso e começou a explorar o desenvolvimento de um grande jogo de realidade virtual. Eles desenvolveram vários protótipos, com mais três projetos de realidade virtual em desenvolvimento até 2017. Descobrindo que os sistemas de portal de sua série de quebra-cabeças Portal eram desorientadores em realidade virtual, eles decidiram por em Half-Life. Walker disse que Half-Life 3 foi uma "perspectiva terrivelmente assustadora", e a equipe viu a realidade virtual como uma forma de retornar à série.
O desenvolvimento completo de um jogo de realidade virtual de Half-Life começou no final de 2016, com a maior equipe da história da Valve. A Valve comprou a Impulsonic, uma desenvolvedora de software de áudio 3D, em janeiro de 2017 e a integrou em seus escritórios em Bellevue. Em abril de 2018, a Valve adquiriu a desenvolvedora independente Campo Santo, conhecida pelo jogo de aventura de 2016 Firewatch. A Campo Santo planejava desenvolver seus próprios jogos sob a Valve, embora inicialmente tenha ajudado a desenvolver Half-Life: Alyx.
Em novembro de 2018, a Valve lançou Artifact, um jogo digital de cartas colecionáveis baseado em Dota 2, com design de Richard Garfield, o criador de Magic: The Gathering. Artifact tinha uma mecânica de pagamento incomum para adquirir novas cartas e não atraiu uma grande base de jogadores, perdendo 95% dos jogadores meses após o lançamento. Em abril de 2021, a Valve abandonou os esforços para reiniciar o projeto, dizendo que não havia encontrado jogadores interessados suficientes para justificar o desenvolvimento. Em junho de 2019, a Valve lançou seu hardware de realidade virtual de segunda geração, o Valve Index. No mesmo mês, a Valve lançou o Dota Underlords em acesso antecipado, um auto chess baseado no modo Dota Auto Chess criado pela comunidade do Dota 2.
Em março de 2020, a Valve lançou Half-Life: Alyx, um jogo de realidade virtual. Recebeu elogios e foi descrito como o primeiro aplicativo matador de realidade virtual.  Newell disse em janeiro de 2021 que o sucesso de Half-Life: Alyx criou o desejo dentro da empresa de desenvolver mais jogos, e que vários estavam em desenvolvimento. A Valve colaborou com a Netflix para Dota: Dragon's Blood, uma série animada de televisão baseada em Dota, com estreia em março de 2021. Em fevereiro de 2022, a Valve lançou o Steam Deck, um sistema de jogo portátil que roda no SteamOS.
Em março de 2023, a Valve anunciou uma sequência de Counter-Strike: Global Offensive, intitulada Counter-Strike 2. Usando o mecanismo de jogo Source 2, espera-se que Counter-Strike 2 apresente grandes melhorias técnicas em relação ao Global Offensive.

## Produtos

### Jogos
A Valve é a principal desenvolvedora e editora dos jogos para um jogador Half-Life e Portal e dos jogos multijogadores Counter-Strike, Team Fortress 2, Dota 2, Day of Defeat e Artifact. A Valve também publicou o jogo multijogador Left 4 Dead e desenvolveu e publicou Left 4 Dead 2. Os jogos ainda não lançados e cancelados da Valve incluem o RPG eletrônico Prospero e vários projetos de Half-Life, incluindo o Episode Three. A Valve trabalhou com a Arkane Studios em The Crossing, que foi cancelado em maio de 2009.

### Steam
A Valve anunciou a Steam, seu serviço de distribuição digital, na Game Developers Conference de 2002. Foi lançada em setembro de 2003 e foi usada pela primeira vez para fornecer patches e outras atualizações para os jogos on-line da Valve.
Em 1º de agosto de 2012, a Valve anunciou revisões do Steam Subscriber Agreement (SSA) para proibir ações coletivas de usuários contra o provedor de serviços. Em julho de 2014, havia mais de 3.400 jogos disponíveis na Steam, com mais de 150 milhões de contas registradas em janeiro de 2018.
Juntamente com essas mudanças no SSA, a empresa também declarou publicamente a incorporação da Valve S.a.r.l., uma subsidiária com sede em Luxemburgo. A Valve montou um escritório físico em Kirchberg, Luxemburgo. De acordo com o gerente de projeto da Valve, Mike Dunkle, o local foi escolhido para recursos e infraestrutura de comércio eletrônico, aquisição de talentos, vantagens fiscais e localização geográfica central – a maioria dos principais parceiros são acessíveis, 50% a uma curta distância.
Valve S.a.r.l. foi usada para vender jogos para usuários do Reino Unido para evitar o pagamento de 20% do imposto sobre valor agregado (IVA). Esperava-se que a brecha fiscal fosse fechada em 1º de janeiro de 2015. Em dezembro de 2015, o grupo de consumidores francês UFC Que Choisir iniciou um processo contra a Valve por várias de suas políticas da Steam que conflitam ou violam a lei francesa. Um dos motivos foi o uso da brecha fiscal. Valve S.a.r.l. encerrou os negócios em 1º de janeiro de 2017, com a principal empresa retomando as vendas na Europa. Em agosto de 2017, a Valve anunciou que a Steam havia alcançado mais de 67 milhões de usuários ativos mensais e 33 milhões diários na plataforma.

### Steam Machine
Newell criticou a direção que a Microsoft tomou ao tornar o Windows uma arquitetura fechada semelhante aos produtos da Apple e afirmou acreditar que as mudanças feitas no Windows 8 são "uma catástrofe para todos no espaço [do computador pessoal]". Newell identificou a plataforma Linux de código aberto como uma plataforma ideal para a Steam e disse que a única coisa que impede sua adoção é a falta de jogos.
Em 2012, a Valve anunciou que estava trabalhando em um híbrido de console/PC para a sala de estar, apelidado pela mídia de "Steam Box". Um precursor dessa unidade é o SteamOS, um sistema operacional baseado em Linux disponível gratuitamente que se baseia na funcionalidade do cliente Steam que inclui serviços de mídia, transmissão ao vivo em redes domésticas, compartilhamento de jogos em famílias e controle dos pais. O SteamOS foi anunciado oficialmente em setembro de 2013 como o primeiro de vários anúncios relacionados à plataforma Steam Machine, bem como seu controle de jogo exclusivo, o Steam Controller. Em maio de 2014, a Valve anunciou que a própria Steam Machine com SteamOS da empresa seria adiada até 2015 devido a problemas com o controle de jogo. Em 2015, Alienware, ZOTAC e CyberPowerPC lançaram suas versões da Steam Machine. Em junho de 2016, menos de meio milhão havia sido vendido. Embora a linha Steam Machine tenha sido efetivamente cancelada, a Valve continuou a fabricar e vender Steam Controllers até o final de novembro de 2019, e publica aplicativos móveis e software para o Steam Link, permitindo streaming em casa.

### Steam Deck
Anunciado em julho de 2021, o Steam Deck é um console de jogos híbrido semelhante ao Nintendo Switch. É principalmente um dispositivo portátil que suporta a reprodução de jogos da Steam, mas através de uma unidade de dock separada, o console pode enviar para um monitor externo e usar alimentação externa, rede e acessórios USB conectados ao dock. O hardware é baseado em chipsets AMD Zen 2 e RDNA 2 personalizados. A unidade começou a ser enviada em fevereiro de 2022.

### Realidade virtual
Na Game Developers Conference em março de 2015, a Valve e a empresa de eletrônicos taiwanesa HTC revelaram o SteamVR e o HTC Vive — uma plataforma de realidade virtual (VR) e um fone de ouvido de realidade virtual. A plataforma seria diferenciada por seu sistema de rastreamento de movimento "Lighthouse", onde os sensores no fone de ouvido e seus controladores de movimento incluídos leem a posição de dois dispositivos de estação base montados na área de jogo. Isso permitiria experiências de VR em "escala de sala", onde o jogador não precisaria permanecer em uma posição estacionária na frente de uma câmera e seria capaz de caminhar livremente pelo espaço.

Em novembro de 2017, a Microsoft adicionou suporte beta para o serviço SteamVR para fones de ouvido Windows Mixed Reality. Em junho de 2019, a Valve lançou seu próprio headset VR, conhecido como Index, posicionado como um dispositivo de ponta com campo de visão mais amplo e taxa de atualização mais alta. Eles foram acompanhados por controladores de movimento atualizados, que são presos nas palmas das mãos do usuário e possuem sensores para detectar pressão de entrada e dedos individuais.